# قسطنطين التاسع
قسطنطين التاسع مونوماخوس (1000م - 1055م):اختارته الامبراطورة زوي (Zoe) كزوج ومساعد لها في حكم الامبراطورية.
حكم قسطنطين التاسع مونوماخوس، بعد ذلك، خمس سنين، راعى فيها الحكمة وسلامة الذوق؛ فاختار لمعاونته رجالاً من ذوي الكفاية والثقافة، وأعاد تجميل كنيسة أيا صوفيا، وشاد المستشفيات والملاجئ للفقراء، وناصر الآداب والفنون. ولما مات في 1055م، تزعم أنصار الأسرة المقدونية ثورة شعبية أخرجت العذراء ثيودورا من مأواها في الدير وتوجتها -على الرغم منها- إمبراطورة. وحكمت مع وزرائها الدولة حكماً صالحاً حازماً على الرغم من أنها كانت وقتئذ في الرابعة والسبعين من عمرها. ولكنها ماتت في عام 1065م ميتة مفاجئة، فضربت الفوضى -على أثر موتها- أطنابها في البلاد، فنادى الأشراف بميخائيل السادس إمبراطوراً.

## النشأة
قسطنطين مونوماتشوس، هو ابن ثيودوسيوس مونوماتشوس، وهو بيروقراطي مهم في عهد باسيل الثاني وقسطنطين الثامن، من عائلة مونوماتشوس الشهيرة والنبيلة. والدته غير معروفة، لكنها ربما كانت إيرين من عائلة تارونيت، تورنيكيوس الأرمنية. وُلد قسطنطين عام 1004 في أنطاكية، ومن المحتمل أنه كان يتحدث السريانية أو العربية وكذلك اليونانية ووصفه المعاصرون بأنه أعجوبة من الجمال. في مرحلة ما، كان والد قسطنطين، ثيودوسيوس مشتبهًا باشتراكه في وجود مؤامرة، وتضررت مهنة ابنه وفقًا لذلك. تحسّن وضعه بعد أن تزوج زوجته الثانية، ابنة أخت الإمبراطور رومانوس الثالث أرجيرس. نُفيَ إلى ميتيليني في جزيرة ليسبوس من قبل زوج الإمبراطورة زوي بورفيرو جينيتا الثاني، الإمبراطور مايكل الرابع.
أدت وفاة مايكل الرابع والإطاحة بميخائيل الخامس عام 1042 إلى استدعاء قسطنطين من منفاه وتعيينه قاضيًا في اليونان. ومع ذلك، قبل بدء تعيينه، استُدعي قسطنطين إلى القسطنطينية، حيث كانت علاقة العمل الهشة بين خلفاء مايكل الخامس، الإمبراطورة زوي وثيودورا، تنهار. بعد شهرين من الخلاف المتزايد بين الاثنين، قررت زوي البحث عن زوج جديد، على أمل منع أختها من زيادة شعبيتها وسلطتها. تزوجت قسطنطين في 11 يونيو، دون مباركة البطريرك ألكسيوس القسطنطيني، الذي رفض عقد زواج ثالث (لكلا الزوجين). تُوّج قسطنطين في اليوم التالي.

## فترة الحكم
واصل قسطنطين عملية التطهير التي بدأتها زوي وثيودورا، وأبعد أقارب مايكل الخامس من البلاط. كان الإمبراطور الجديد محبًا للمتعة. لقد تأثر بشدة بزوجته أو عشيقته المثيرة للجدل، ماريا سكليرينا، قريبة زوجته الثانية، وعائلة ماريا. كان لقسطنطين عشيقة أخرى، أميرة، غوراندخت، على الأرجح ابنة جورج الأول.
في أغسطس 1042، أعفى الإمبراطور الجنرال جورج مانياكيس من قيادته في إيطاليا، وتمرد مانياكيس، وأعلن نفسه إمبراطورًا في سبتمبر. قام بنقل قواته إلى البلقان وكان على وشك هزيمة جيش قسطنطين في المعركة، عندما أصيب وتوفي في الميدان، منهيًا الأزمة عام 1043.
مباشرة بعد الانتصار، هاجم قسطنطين أسطول من كييف روس؛ أمر مؤكد أن جيش روس شارك في تمرد مانياك. هم أيضًا هُزِموا بمساعدة النيران اليونانية. تزوج قسطنطين أناستازيا ابنة الأمير المستقبلي فسيفولود الأول أمير كييف. اسم عائلة قسطنطين مونوماخوس (بمعنى الشخص الذي يقاتل بمفرده) ورثَه فسيفولود ونجل أناستاسيا فلاديمير الثاني مونوماخ.
أدت معاملة قسطنطين التاسع لماريا سكلرينا في الجزء الأول من عهده وتفضيلها على غيرها إلى شائعات بأنها كانت تخطط لقتل زوي وثيودورا. وهذا ما سبّب انتفاضة شعبية قام بها مواطنو القسطنطينية عام 1044، والتي اقتربت بشكل خطير من إيذاء قسطنطين الذي كان يشارك في موكب ديني على طول شوارع القسطنطينية. لم تهدأ الأحوال إلا بظهور زوي وثيودورا على شرفة، حيث اطمأن الناس بأنهم ليسوا في خطر.
في عام 1045 ضمّ قسطنطين مملكة آني الأرمنية، لكن هذا التوسع عرّض الإمبراطورية لأعداء جدد. في عام 1046، احتك البيزنطيون لأول مرة مع السلاجقة الأتراك. التقيا في معركة في أرمينيا عام 1048 واتفقوا على عقد هدنة في العام التالي. حتى لو كان الحكام السلاجقة مستعدين للالتزام بالمعاهدة، فإن حلفائهم التركمان الجامحين أظهروا قدرًا أقل من ضبط النفس. عانت القوات البيزنطية من هزيمة كارثية في معركة ملاذكرد عام 1071. بدأ قسطنطين في اضطهاد الكنيسة الأرمنية، محاولًا إجبارها على الاتحاد مع الكنيسة الأرثوذكسية. في عام 1046، أعاد تأسيس جامعة القسطنطينية من خلال إنشاء أقسام القانون والفلسفة.
في عام 1047 واجه قسطنطين تمرد ابن أخيه ليو تورنيكيوس، الذي جمع المؤيدين في أدرنة وأعلنَه الجيش إمبراطورًا. أجبر تورنيكيوس على التراجع وفشل في حصار آخر وأُسر أثناء رحلته. أضعفت الثورة الدفاعات البيزنطية في البلقان، وفي عام 1048 هاجم البجناك المنطقة، واستمروا في نهبها على مدى السنوات الخمس التالية. أدت جهود الإمبراطور لاحتواء العدو من خلال الدبلوماسية إلى تفاقم الوضع فقط، حيث اشتبك الزعماء المتنافسون على الأرض البيزنطية، وسمح للمستوطنين بالعيش في مستوطنة متراصة في البلقان، مما جعل من الصعب قمع تمردهم.
يبدو أن قسطنطين قد لجأ إلى نظام برويا، وهو نوع من العقد الإقطاعي البيزنطي حيث مُنحت مساحات من الأرض (أو عائدات الضرائب منها) لأفراد معينين مقابل المساهمة في القوات العسكرية والحفاظ عليها. قد يكون قسطنطين مسرفًا في الخزانة الإمبراطورية. في إحدى المرات، قيل إنه أرسل لزعيم عربي 500000 قطعة نقدية ذهبية، أكثر من طنين من الذهب.
في عام 1054، أدت الاختلافات التي دامت قرونًا بين الكنائس الشرقية والغربية إلى انفصالهما النهائي. المندوبون من البابا ليو التاسع حرموا بطريرك القسطنطينية ميخائيل كيرولاريوس عندما رفض كيرولاريوس تبني ممارسات الكنيسة الغربية، وفي المقابل حرم كيرولاريوس المندوبين كنسيًا. أدى هذا إلى تخريب محاولات قسطنطين للتحالف مع البابا ضد النورمان، الذين استغلوا اختفاء مانياك للاستيلاء على جنوب إيطاليا.
حاول قسطنطين التدخل، لكنه مرض وتوفي في 11 يناير من العام التالي. أُقنع من قبل مستشاريه، وعلى رأسهم درومو جون، بتجاهل حقوق ثيودورا، ابنة قسطنطين الثامن، ونقل العرش إلى نيكيفوروس بروتيون.

## العمارة والفن
ضمت الدائرة الأدبية في بلاط قسطنطين التاسع الفيلسوف والمؤرخ مايكل بسيلوس، الذي سجل تاريخ حكم قسطنطين. كتب بسيلوس وصفًا ماديًا لقسطنطين في الكرونوغراف الخاص به: كان أحمر كالشمس، لكن صدره بالكامل، وحتى قدميه ... [كان] ملونًا باللون الأبيض الأكثر نقاءً في كل مكان، بدقة متناهية. عندما كان في بدايته، من المؤكد أن أي شخص يهتم بالنظر إليه عن كثب سيشبّه رأسه بالشمس في مجدها، لذلك كان مشعًا، وشعره كأشعة الشمس، بينما في بقية أجزاء جسده ترى النقاء والشفافية.
فور اعتلائه العرش عام 1042، شرع قسطنطين التاسع في ترميم كنيسة القيامة في القدس، التي دمرها الخليفة الحكيم بأمر الله في عام 1009. كان الإمبراطور البيزنطي رومانوس الثالث قد ضمن الحق في القيام بمثل هذا الترميم في معاهدة مع نجل الحكيم الظاهر، لكن قسطنطين هو الذي أطلق المشروع أخيرًا، بتمويل إعادة بناء الكنيسة والمؤسسات المسيحية الأخرى في القدس.

## مواضيع مرتبطة
- الأمبراطورية الرومانية
- قائمة الاباطره الرومان
- قائمة الأباطرة البيزنطيين